# بوسو لا تمسو
بوسو لا تمسو هي معجنات جزائرية تقليدية طرية جدًا وتكون عادةً بذوق الليمون. تُحضر باستخدام بذور السمسم المحمصة والفانيليا، ثم نكهة مع شراب ماء زهر البرتقال وتزيينه بمدقوق السكر. وهي من الحلويات الجزائرية القليلة التي لا تحتوي على اللوز.

## الأصل وأصل الكلمة
هذه المعجنات أصلها من مدينة الجزائر. في هذه الأثناء، يأتي اسمها من اللهجة العربية الجزائرية، والتي تعني «قبّله ولا تلمسه»، وذلك نظرًا لهشاشتها وسرعة ذوبانها في الفم وتفتتها بمجرد لمسها، كما أنها طريقة جديدة للمرأة الجزائرية في وصف منتجاتهم.